# Dornzikade
Die Dornzikade  (Centrotus cornutus) ist eine Rundkopfzikade (Cicadomorpha) aus der Ordnung der Schnabelkerfe (Hemiptera). Ohrenförmige Ausstülpungen und ein weit nach hinten ausgezogener Halsschild verleiht diesem Vertreter der Buckelzirpen (Membracidae) ein bizarres Aussehen.

## Verbreitung und Lebensraum
Die Dornzikade ist paläarktisch verbreitet. Sie kommt von Europa bis Sibirien, im Süden bis nach Nordafrika vor. Die Tiere leben in gebüschreichen, überwiegend mäßig feuchten bis trockenen Biotopen.

## Merkmale
Die in der Grundfärbung schwarzbraunen Dornzikaden erreichen Körperlängen zwischen 7 und 9,6 Millimeter, wobei die Weibchen etwas größer werden als die Männchen. Der Körperbau ist gedrungen. Der mächtige und deutlich behaarte Halsschild (Pronotum) ist nach oben gewölbt und nach hinten in einen langen, wellenförmigen Fortsatz ausgezogen. Im Gegensatz zur ähnlichen, aber deutlich kleineren Ginsterzikade (Gargara genistae) verfügt diese Art im vorderen Kopfbereich über spitze, ohrenförmige Auswüchse. Die Vorderflügel sind bräunlich durchscheinend und mit dunklen Adern durchzogen.

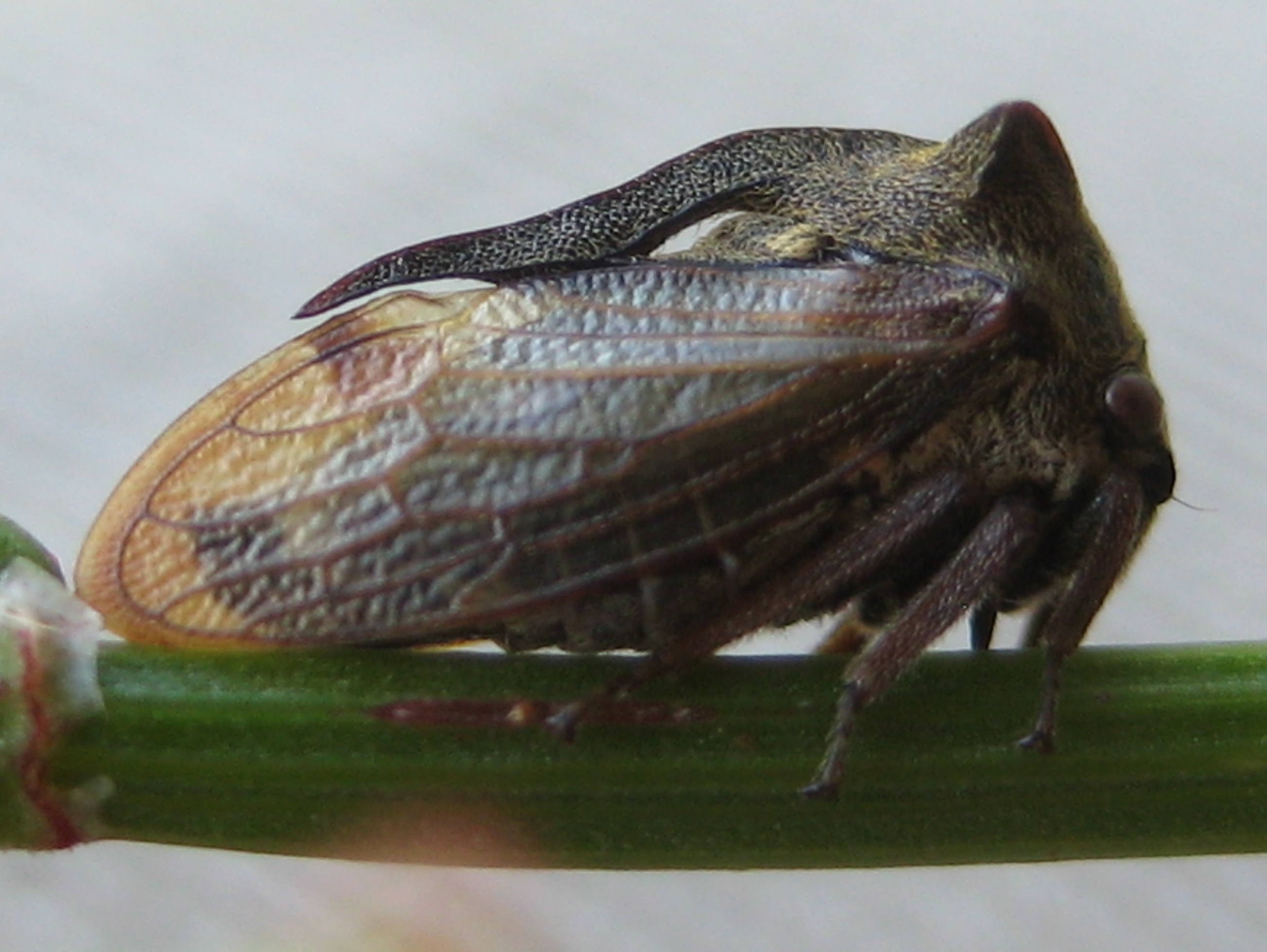
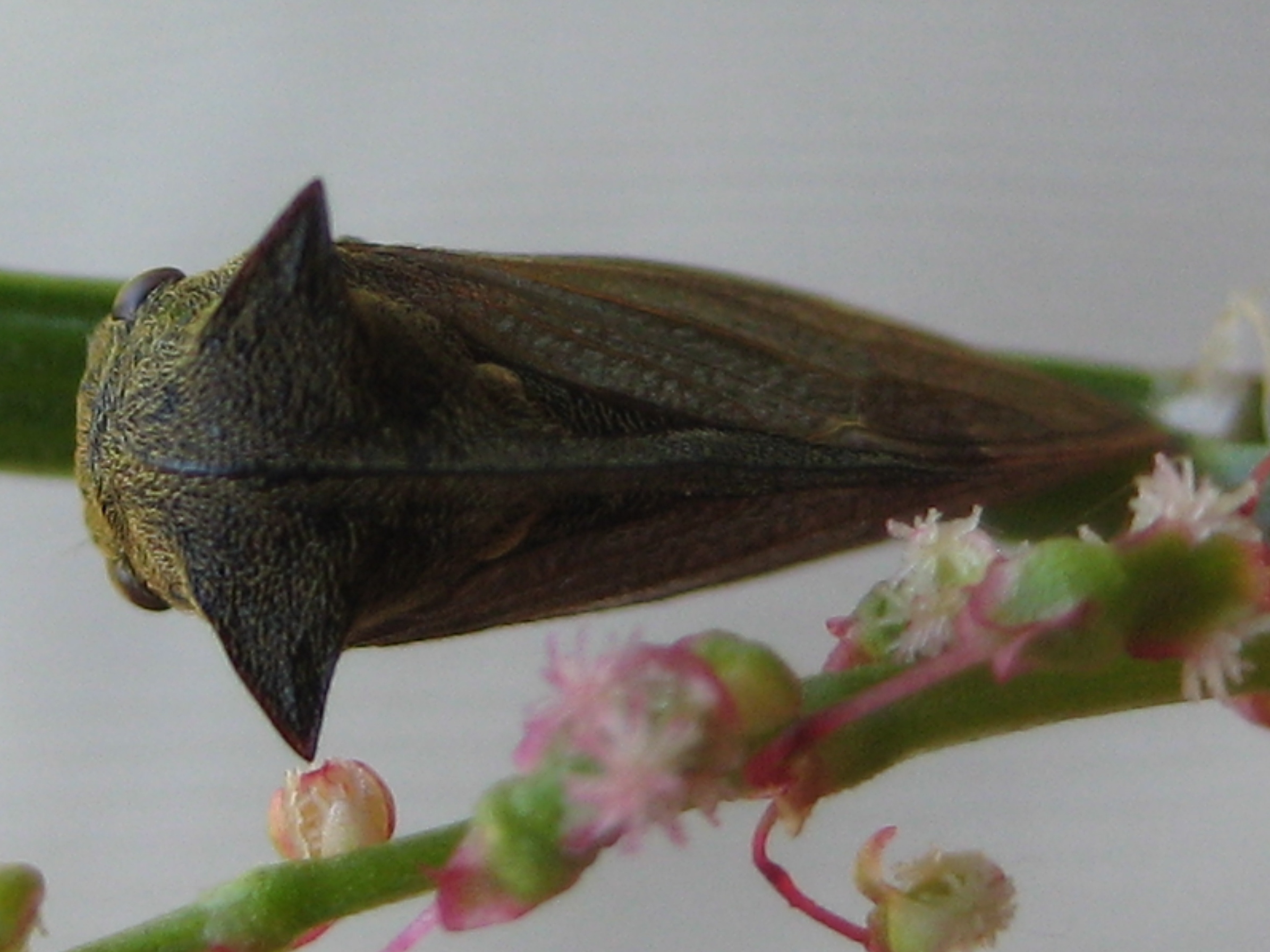
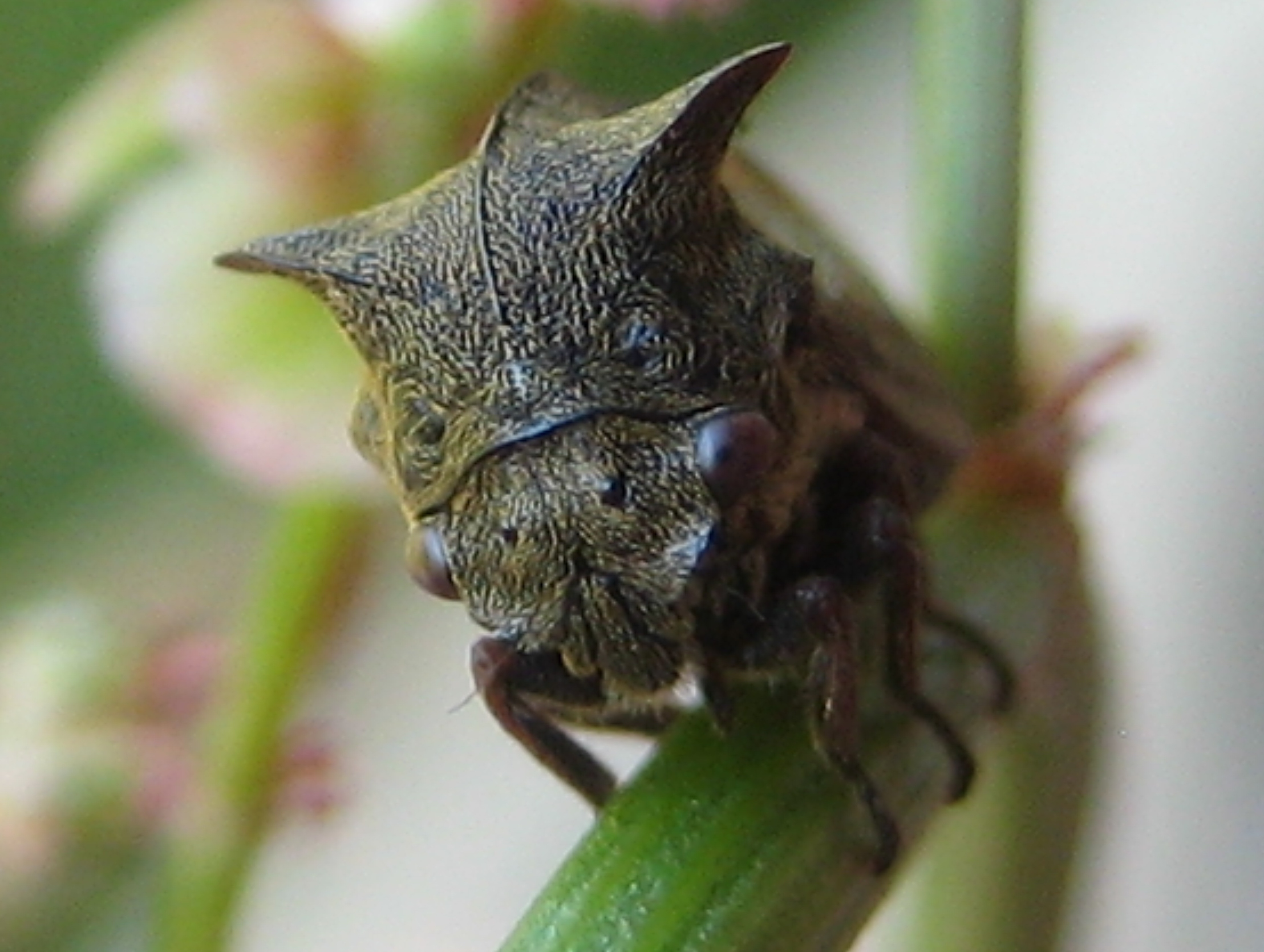
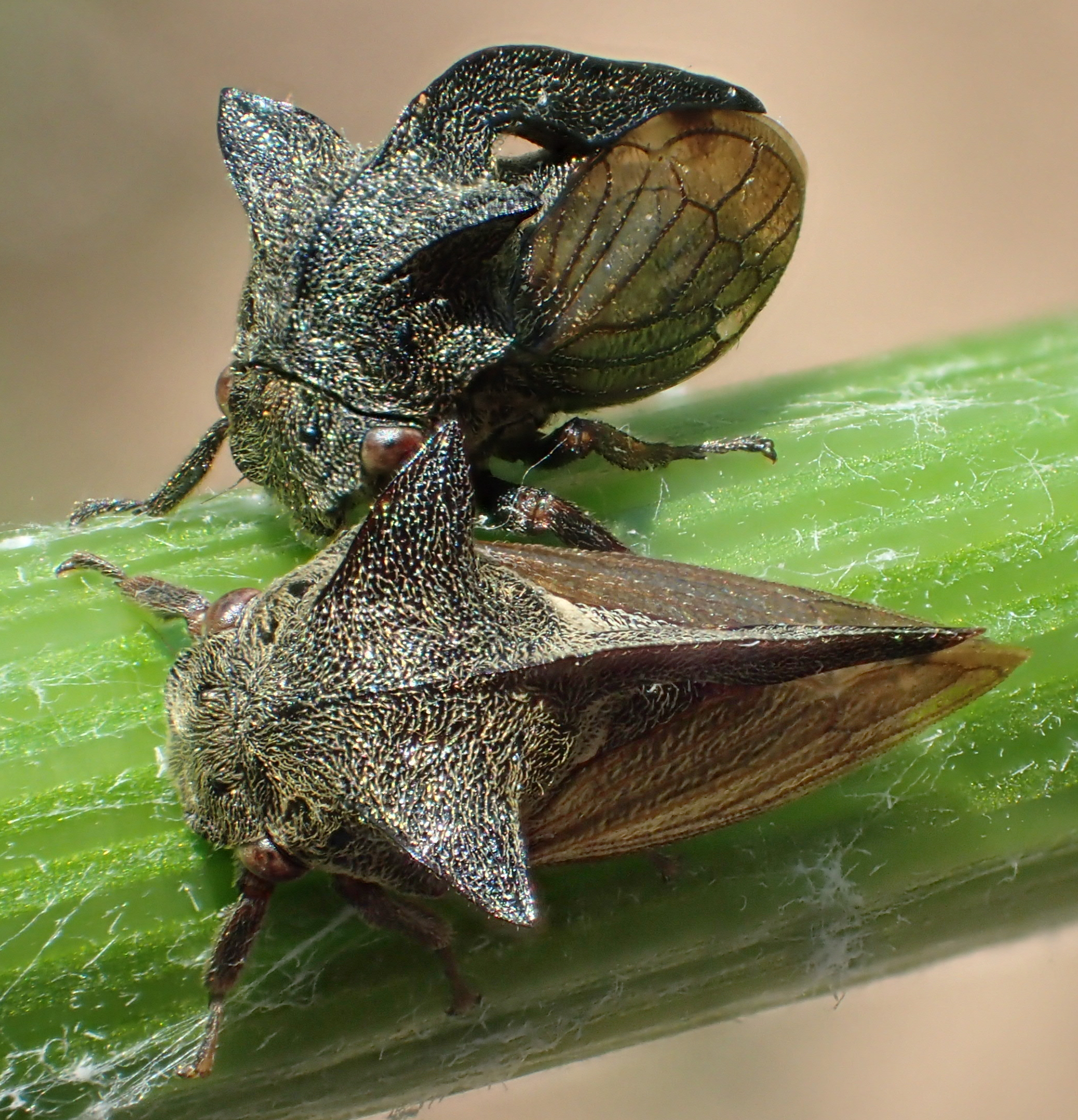

## Lebensweise
Während sich die Larven vorwiegend an der Basis ihrer Wirtspflanzen aufhalten, besiedeln die erwachsenen Tiere auch niedrigwüchsige Gehölze.
Die Tiere ernähren sich in allen Entwicklungsstadien von Pflanzensäften, die sie mit ihren speziell gebauten, stechend-saugenden Mundwerkzeugen aufnehmen. Sie sind polyphag, das heißt, sie nutzen viele verschiedene Pflanzenarten als Nahrung, wobei sie den zuckerhaltigen Phloem-Saft der Leitungsbahnen saugen. Die Larven ernähren sich von Kratzdisteln (Cirsium), Ringdisteln (Carduus) und Brennnesseln (Urtica), die erwachsenen Insekten leben dagegen an Pappeln (Populus), Eichen (Quercus), Brombeeren (Rubus) und anderen Gehölzen.
Die Insekten haben einen zweijährigen Entwicklungszyklus (semivoltin). Sie überwintern im Larvenstadium. Erwachsene Tiere erscheinen ab Anfang Mai und sind bis Anfang August zu finden.